# アルバート・ムーア
アルバート・ジョゼフ・ムーア（Albert Joseph Moore、1841年9月4日 - 1893年9月25日）は、ヴィクトリア朝時代のイングランドの画家である。

## 生涯
1841年9月4日、イングランド・ヨークに著名な肖像画家のウィリアム・ムーアと、その2番目の妻のサラ・コリンガムとの間に13男・第14子として生まれる。彼の兄弟にはほかにも芸術家として教育を受けたものがおり、その中には海の画家として知られるヘンリー・ムーア, R.A. がいる。アルバートは大主教ホルゲート学校とセント・ピーターズスクールに通い、同時に父から線描と絵画の技法の教授を受けた。目覚ましい上達を見せた彼は1853年5月、12歳にも満たないうちにケンジントン科学芸術省からメダルを授与された。

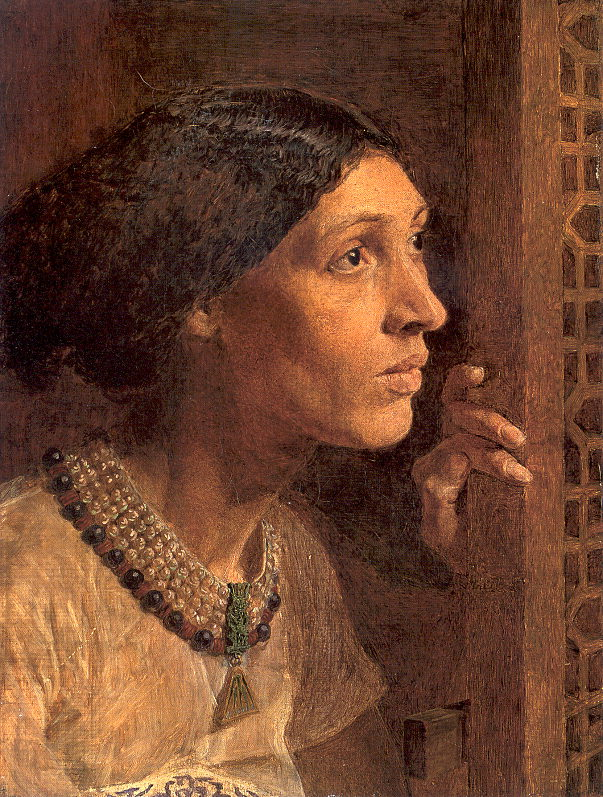
『窓から外を見やるシセラの母』

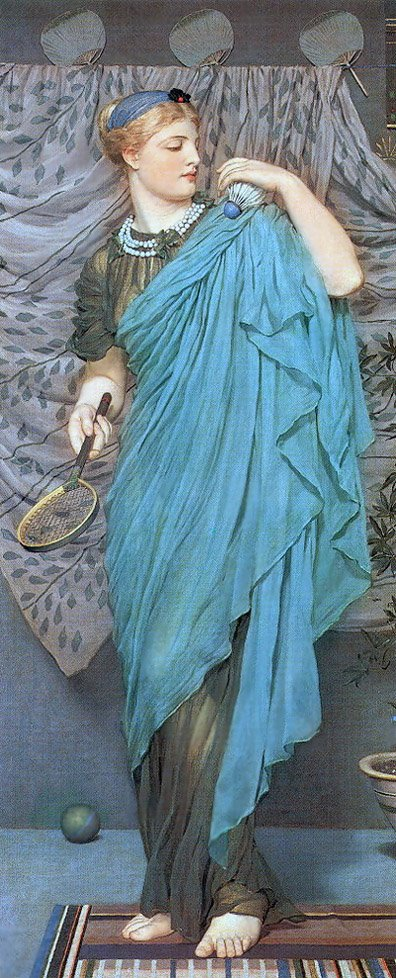
Shuttlecock

ムーアの初期の作品はジョン・ラスキンの影響を受けている。1859年には建築家のウィリアム・エデン・ネスフィールドとともにフランスに滞在した。1861年には、『窓から外を見やるシセラの母』、『アハブの戦車の前にイズレエルへ駆け寄るエリヤ』の二作の実験的な宗教画を制作した。一方で、ムーアはのちに装飾的画家として開花させることになる際立った技術の萌芽をすでに見せていた。1860年代には、モリス・マーシャル・フォークナー社にタイルと壁紙とステンドグラスをデザインし、またギリシアや英国内で壁画家として活躍した。このころムーアの作品は新古典派の特徴を著しく示し、彼は大英博物館で古代彫刻、とりわけエルギン・マーブルの研究に熱中した。1860年代半ば以降の絵画作品にはムーアの装飾や色彩の調和への関心が明らかに表れている。均整化された体型の、新古典的なひだのある衣装と花の装飾を身につけた一人の女性に典型される彼の作品は、唯美主義運動の大きな要素となっている。
1860年ごろ、ムーアはシップレーで天井画を描き、次いでランカシャーのクロックステスでも天井画を制作した。1862年から63年にかけての冬は、兄弟のジョン・コリンガム・ムーアとともにローマで過ごした。ここで、ムーアはフォード・マドックス・ブラウンとエドワード・アーミテージの影響を受けた『エリヤの犠牲』(1863年)を描く。63年にはクレイヴン公の依頼でコーンブ・アビーのキッチンに壁画を制作した。1877年以降はグロスヴナー・ギャラリーの常連展示者となった。
1864年にはロイヤル・アカデミーのフレスコ画科に『季節』を出展し、人物の優美な脚のポーズと繊細な衣装のひだが耳目を集めた。1865年には、ムーアの純粋な装飾絵画の初の長連作となる『大理石の椅子』をロイヤル・アカデミーに出展し、同作はムーアの代表作となった。これ以降、彼は装飾絵画のみに注力することとなった。ムーアのすべての作品は、人物描写の基礎である真の古代ギリシアの精神に取材した、ポージングと色彩への深い思想と精緻なハーモニーの産物である。
ムーアの絵画の最大の魅力は、身体に掛けられた半透明で織物のような衣装の繊細で落ち着いたトーンにある。作品名は完成後につけることが多く、前もってつけることはほとんどなかった。作品名には『ある画家の音楽への賛辞』、『貝殻』、『本を読む人』、『夢見る人々』、『羽根つき』、『バドミントンの羽根』、『ツツジ』などがある。ムーアの作品は絵画のごく限られた分野で、大衆よりもむしろ一握りの鑑定家により熱烈に支持された。完成前に安く売り払われることも多かったが、一方でパトロンには恵まれた。また、『最後の晩餐』などその他の重要な装飾絵画の作品を、ロッチデールの境界やクレアモントのホール、クイーンズ・シアターの舞台前部、ロング・エーカー、リーマン邸のクジャクのフリーズなどに提供した。
ムーアは独立心の強い性格で、社会的にも芸術的にも自分の判断だけを頼りにした。彼のやや口さがない考えが障害となって、彼の作品が長く注目の的になっていたロイヤル・アカデミーにも、長年候補となっていながらなかなか入会が認められなかった。
激しい苦痛を伴う治療不可能な病に侵されながらも、彼は最後の重要な作品を不屈の気力と決意で仕上げた。その後1893年9月25日にウェストミンスターのスペンサー通り、ヴィクトリア通り2で没し、ハイゲート・共同墓地に埋葬された。最後の作品である『季節と風の愛』はマカロック氏のために描かれたもので、ムーア作品の中でも最も装飾的で入念なものに属し、ムーアがタイトルを解説した三連の詩を残した。
ムーアの作品は現在、バーミンガム、リヴァプール、マンチェスターなど多くの主要な都市の公立美術館で目にすることができる。ムーアの作品展は1894年にロンドンのグラフトン・ギャラリーで開催された。
ムーアの作品は現在英国中の公立美術館に所蔵されているほか、テートのブロッサム、また水彩画はロンドンのヴィクトリア＆アルバート博物館内のオープン・ブックに所蔵されている。ロンドンの大英博物館はムーアの初期の描画を収蔵している。

## 作品

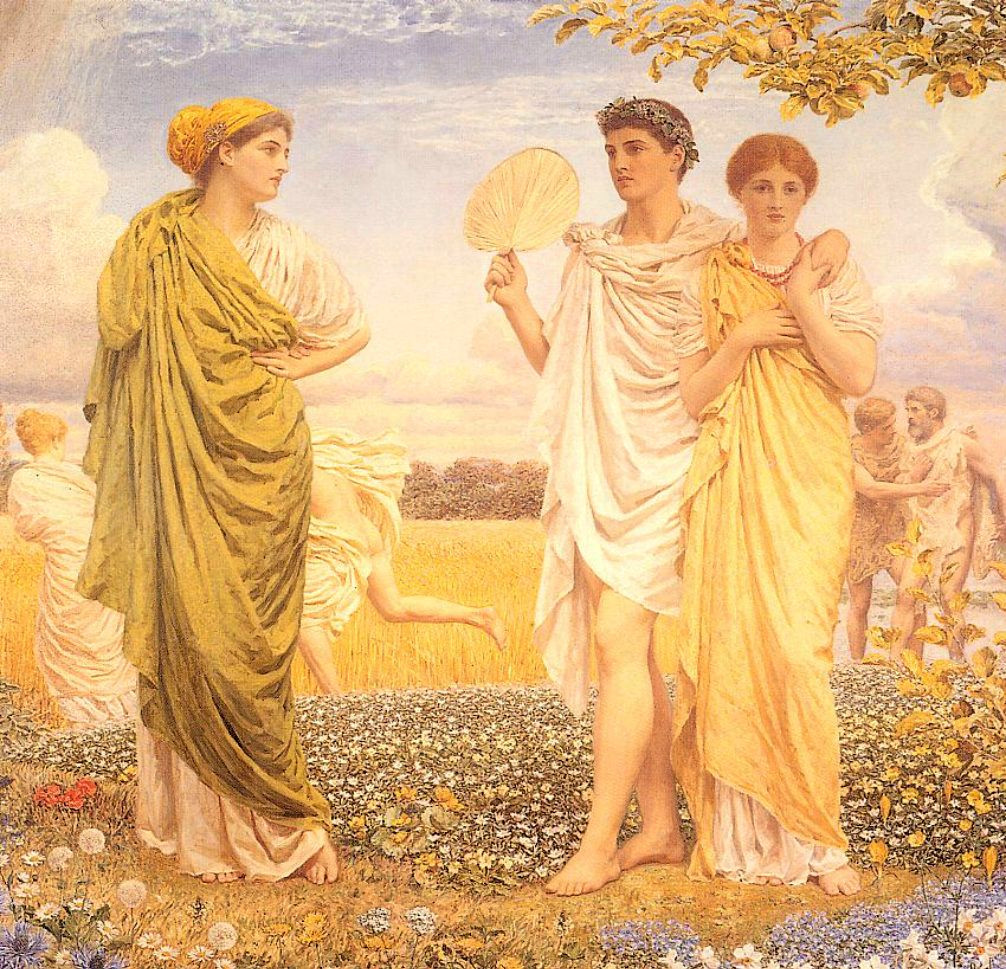
The Loves of the Winds and the Seasons 1893, Albert Joseph Moore
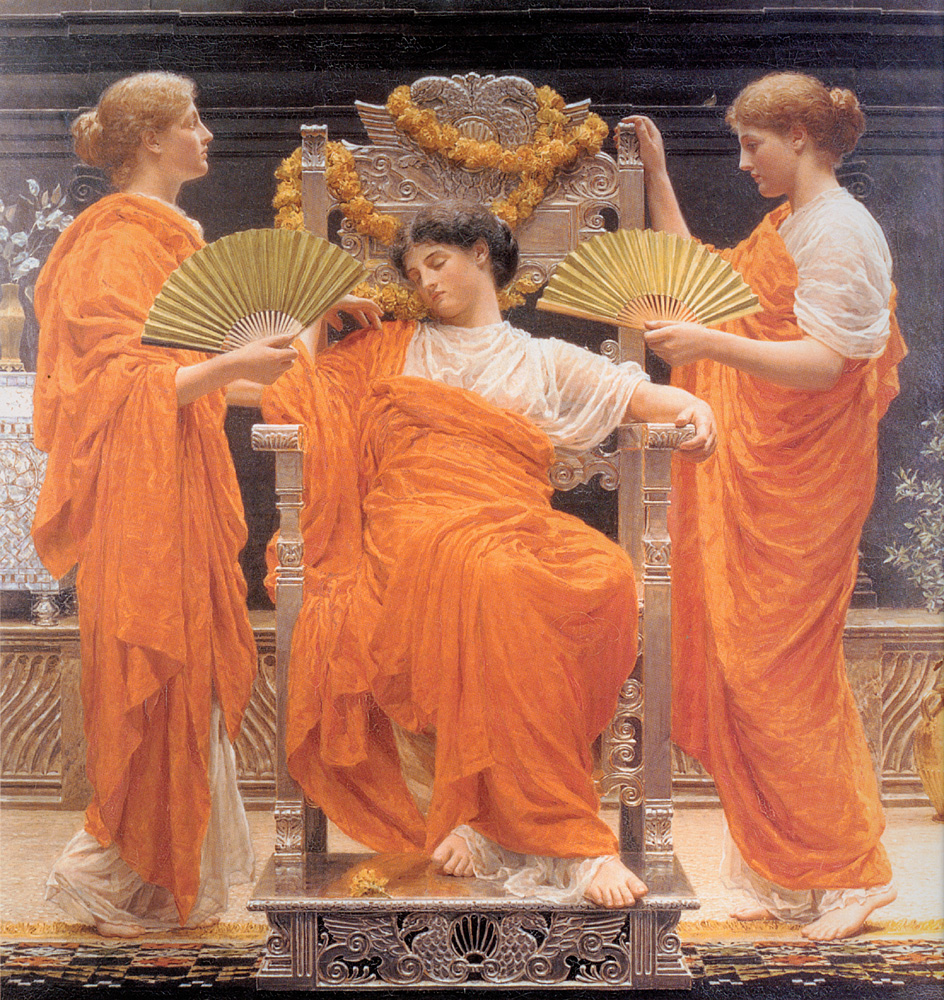
Midsummer
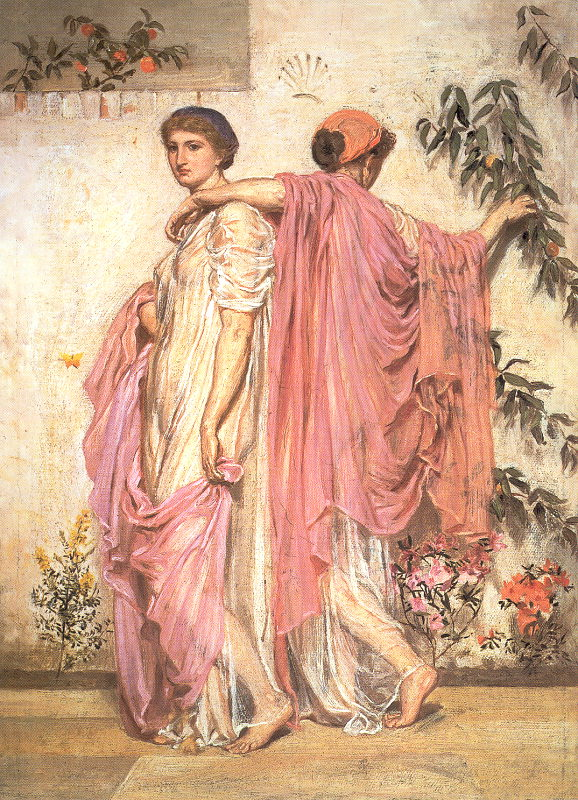
Apricots
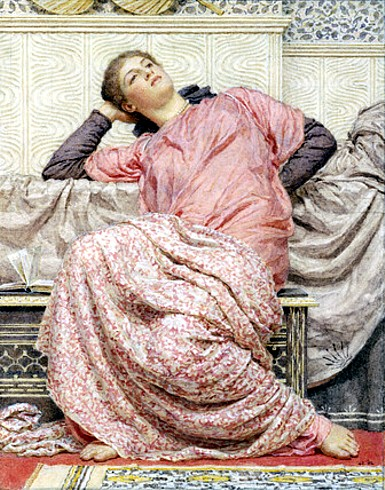
An Open Book
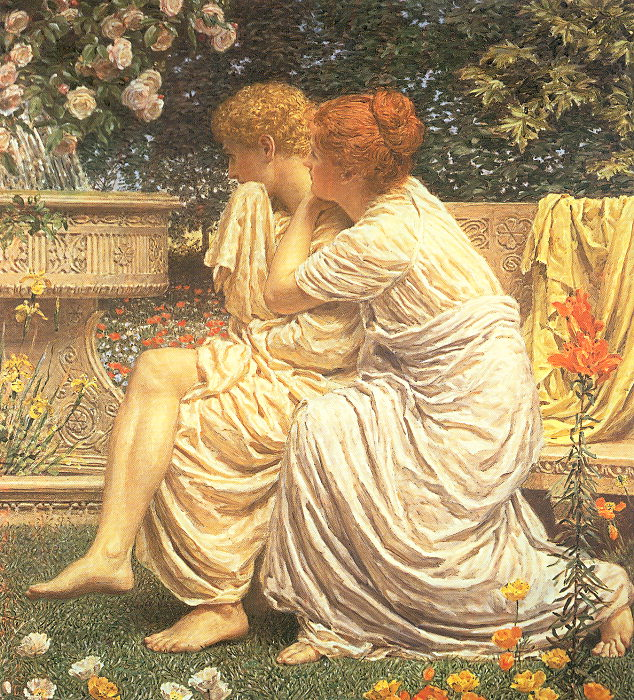
Idyll

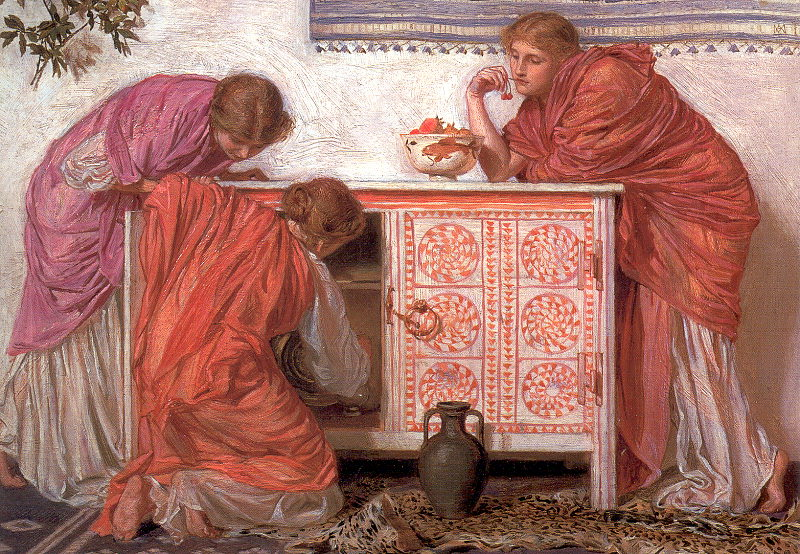
Pomegranates, Albert Joseph Moore
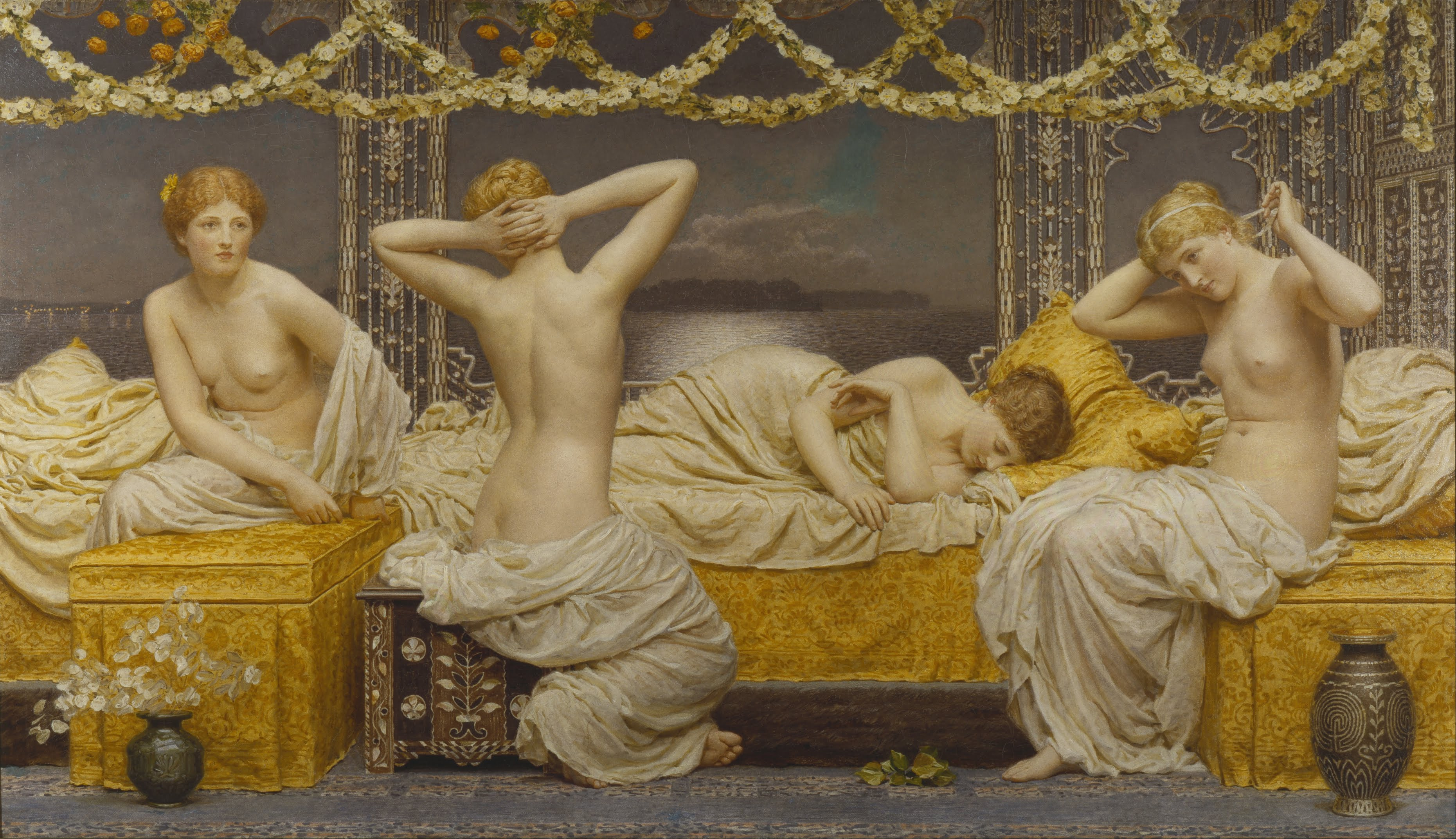
A Summer Night 1890
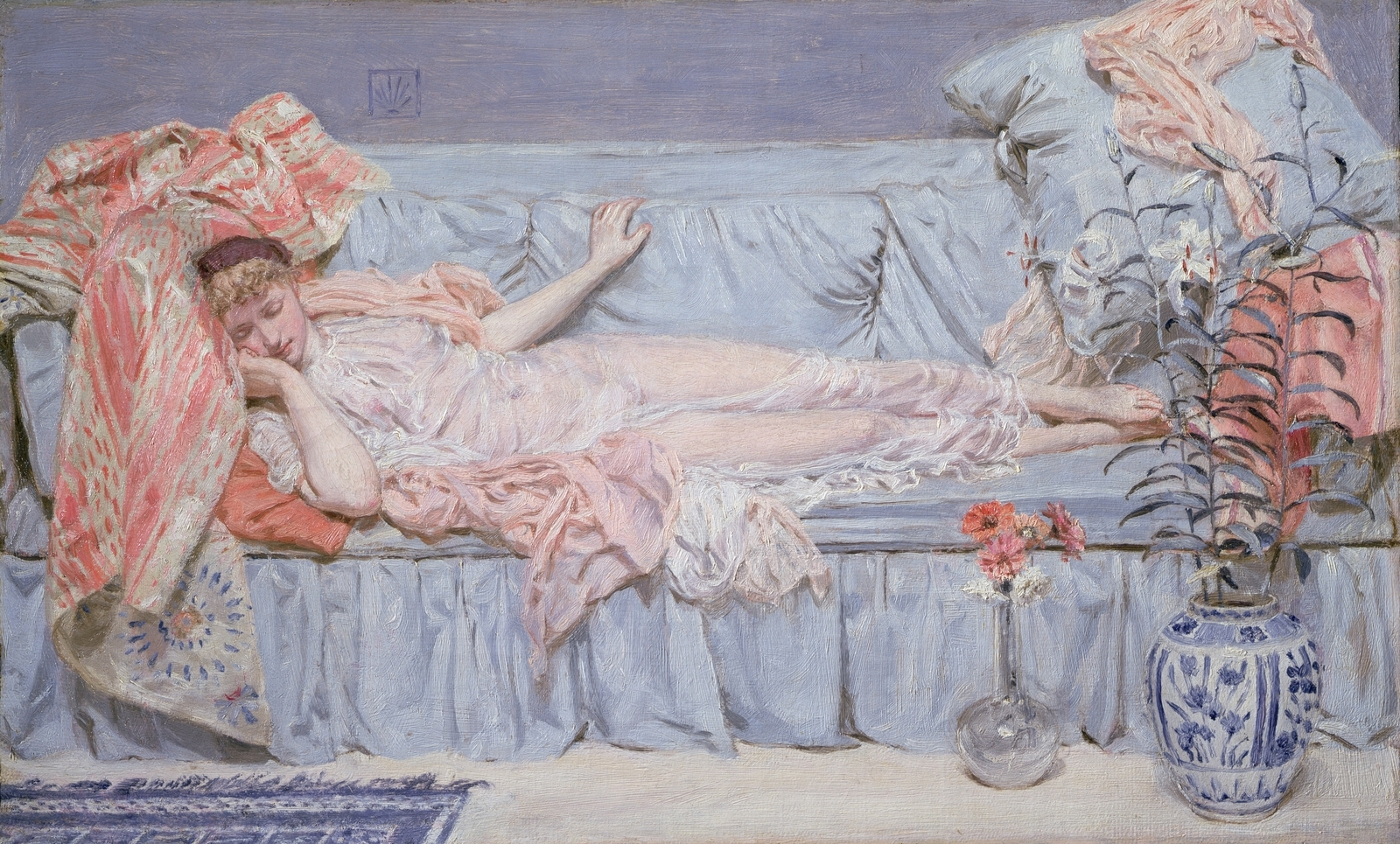
Lilies